# Elaeagnus pallidiflora
Elaeagnus pallidiflora — вид квіткових рослин з родини маслинкових (Elaeagnaceae). Поширення: Китай (північно-західна Юньнань).

## Середовище
Населяє ліси; на висотах 2000–2200 метрів.

## Біоморфологічна характеристика
Це вічнозелений кущ заввишки 1–3 метри. Колючки сірі, довші за 2 см; молоді гілки з густими білими або блідо-коричневими лусками. Ніжка листка сірувато-коричнева, 3–5 мм; листова пластинка еліптична, 3–6 × 1.5–3 см, знизу густо сріблясто луската, бічних жилок 5 або 6 з кожного боку середньої жилки, основа округла або тупа, край цілокраї, верхівка округла або тупа. Квітки по 1–5 у пазухах, пониклі, білі, зовні густо сріблясто-лускаті. Трубка чашечки широкодзвониста, злегка 4-ребриста, ≈ 4 мм; частки широкояйцеподібні, ≈ 2 мм, всередині рідко біло зірчасті, верхівка гостра. Кістянка червона, широкоеліпсоїдної форми, ≈ 1.1 × 0.5 см, густо сріблясто-луската. Цвітіння: січень — березень; плодіння: квітень і травень.